# Prêmio Jabuti - Romance Literário
Romance Literário é uma das categorias do Prêmio Jabuti, tradicional prêmio brasileiro de literatura que é realizado desde 1959.

## História
A categoria "Romance" foi criada já na primeira edição do Prêmio Jabuti, em 1959. Seu objetivo é premiar autores de romances publicados no ano anterior ao da cerimônia. Segundo o regulamento, enquadram-se nessa categoria "livros compostos por narrativas ficcionais geralmente longas". O primeiro vencedor foi Jorge Amado, com o livro Gabriela, Cravo e Canela.
Até 1992, havia apenas um vencedor por categoria. Em 1993 e 1994, foram definidos até cinco vencedores em cada categoria. A partir de 1995, os três primeiros colocados passaram a ser considerados vencedores (as exceções foram de 2002 a 2005, quando o segundo e o terceiros colocados receberam o prêmio como "menção honrosa"). A partir de 2018, apenas o primeiro colocado voltou a ser considerado vencedor da categoria.
Em 2020, a categoria mudou de nome para "Romance Literário" para diferenciá-la da então recém-criada categoria "Romance de Entretenimento", que tinha por o objetivo de permitir que obras da chamada "ficção de gênero" ou "ficção comercial" pudessem ter chance de receber destaque no Jabuti, já que costumavam ser desconsideradas em detrimento da "ficção literária". A principal diferença entre as duas categorias, de acordo com o regulamento, é que o júri de "Romance Literário" avalia "as qualidades do texto, privilegiando a forma, a arte literária", enquanto o júri de "Romance de Entretenimento" avalia "as qualidades do enredo, privilegiando o conteúdo, a trama". Contudo, a decisão de em qual categoria o livro será inscrito cabe à editora ou autor que fizer a inscrição.

## Vencedores
| Ano  | Vencedor(a)                  | Vencedor(a)                                   | Obra                                                                              | Editora                       | Outros finalistas | Nota(s)              |
| ---- | ---------------------------- | --------------------------------------------- | --------------------------------------------------------------------------------- | ----------------------------- | --- | -------------------- |
| 1959 | Jorge Amado                  | Jorge Amado                                   | Gabriela, Cravo e Canela                                                          | Companhia das Letras          | | [ 10 ]               |
| 1960 | Marques Rebelo               | Marques Rebelo                                | O Trapicheiro                                                                     | Livraria José Olympio Editora | | [ 11 ]               |
| 1961 | Maria de Lourdes Teixeira    | Maria de Lourdes Teixeira                     | Rua Augusta                                                                       | Livraria Martins Editora      | | [ 12 ]               |
| 1962 | Osório Alves de Castro       | Osório Alves de Castro                        | Porto Calendário                                                                  | Símbolo                       | | [ 13 ]               |
| 1963 | Marques Rebelo               | Marques Rebelo                                | A Mudança                                                                         | Livraria José Olympio Editora | | [ 14 ]               |
| 1964 | Francisco Marins             | Francisco Marins                              | Grotão do Café Amarelo                                                            | Escrituras                    | | [ 15 ]               |
| 1965 | José Candido de Carvalho     | José Candido de Carvalho                      | O Coronel e o Lobisomem                                                           | Companhia das Letras          | | [ 16 ]               |
| 1966 | Érico Veríssimo              | Érico Veríssimo                               | O Senhor Embaixador                                                               | Companhia das Letras          | | [ 17 ]               |
| 1967 | José Mauro de Vasconcelos    | José Mauro de Vasconcelos                     | Confissões do Frei Abóbora                                                        | Melhoramentos                 | | [ 18 ]               |
| 1968 | Bernardo Elis                | Bernardo Elis                                 | O Tronco                                                                          | Livraria José Olympio Editora | | [ 19 ]               |
| 1969 | Ibiapaba Martins             | Ibiapaba Martins                              | Noites do Relâmpago                                                               | Senzala                       | | [ 20 ]               |
| 1970 | Maria de Lourdes Teixeira    | Maria de Lourdes Teixeira                     | Pátio das Donzelas                                                                | Livraria Martins Editora      | | [ 21 ]               |
| 1971 | Lenita Miranda de Figueiredo | Lenita Miranda de Figueiredo                  | O Sexo Começa às Sete                                                             | Bestseller                    | | [ 22 ]               |
| 1972 | Luis Martins                 | Luis Martins                                  | A Girafa de Vidro                                                                 | Livraria Martins Editora      | | [ 23 ]               |
| 1973 | Rubens Teixeira Scavone      | Rubens Teixeira Scavone                       | Clube de Campo                                                                    | Record                        | | [ 24 ]               |
| 1974 | Lygia Fagundes Teles         | Lygia Fagundes Teles                          | As Meninas                                                                        | Companhia das Letras          | | [ 25 ]               |
| 1975 | Adonias Filho                | Adonias Filho                                 | As Velhas                                                                         | Civilização Brasileira        | | [ 26 ]               |
| 1976 | Ivan Ângelo                  | Ivan Ângelo                                   | A Festa                                                                           | Geração Editorial             | | [ 27 ]               |
| 1977 | Herberto Sales               | Herberto Sales                                | O Fruto do Vosso Ventre                                                           | Círculo do Livro              | | [ 28 ]               |
| 1978 | Clarice Lispector            | Clarice Lispector                             | A Hora da Estrela                                                                 | Rocco (editora)               | | [ 29 ]               |
| 1979 | Mário Donato                 | Mário Donato                                  | Partidas Dobradas                                                                 | Hucitec                       | | [ 30 ]               |
| 1980 | Fernando Sabino              | Fernando Sabino                               | O Grande Mentecapto                                                               | Record                        | | [ 31 ]               |
| 1981 | Dionélio Machado             | Dionélio Machado                              | Endiabrados                                                                       | Ática                         | | [ 32 ] [ 33 ]        |
| 1982 | Sylviano Santiago            | Sylviano Santiago                             | Em Liberdade                                                                      | Rocco (editora)               | | [ 34 ]               |
| 1983 | José J. Veiga                | José J. Veiga                                 | Aquele Mundo de Vasabarros                                                        | Companhia das Letras          | | [ 35 ]               |
| 1984 | Rubem Fonseca                | Rubem Fonseca                                 | A Grande Arte                                                                     | Nova Fronteira                | | [ 36 ]               |
| 1985 | João Ubaldo Ribeiro          | João Ubaldo Ribeiro                           | Viva o Povo Brasileiro                                                            | Alfaguara                     | | [ 37 ]               |
| 1986 | Rubem Mauro Machado          | Rubem Mauro Machado                           | A Idade da Paixão                                                                 | Bertrand Brasil               | | [ 38 ]               |
| 1987 | Maria Adelaide Amaral        | Maria Adelaide Amaral                         | Luisa                                                                             | Globo Livros                  | | [ 39 ]               |
| 1988 | Emil Farhat                  | Emil Farhat                                   | Dinheiro na Estrada                                                               | T.A. Queiroz Editor           | | [ 40 ]               |
| 1989 | Maria Alice Barroso          | Maria Alice Barroso                           | A Saga do Cavalo Indomado                                                         | Expressão e Cultura           | | [ 41 ]               |
| 1989 | Renato Modernell             | Renato Modernell                              | Sonata da Última Cidade                                                           | A Girafa                      | | [ 41 ]               |
| 1990 | Milton Hatoum                | Milton Hatoum                                 | Relato de um Certo Oriente                                                        | Companhia de Bolso            | | [ 42 ]               |
| 1991 | Zulmira Ribeiro Tavares      | Zulmira Ribeiro Tavares                       | Joias de Família                                                                  | Companhia das Letras          | | [ 43 ]               |
| 1992 | Chico Buarque de Hollanda    | Chico Buarque de Hollanda                     | Estorvo                                                                           | Companhia das Letras          | | [ 44 ]               |
| 1993 | Rachel de Queiroz            | Rachel de Queiroz                             | Memorial de Maria Moura                                                           | Livraria José Olympio Editora | | [ 45 ]               |
| 1993 | João Silvério Trevisan       | João Silvério Trevisan                        | O Livro do Avesso                                                                 | Ars Poetica                   | | [ 45 ]               |
| 1993 | José J. Veiga                | José J. Veiga                                 | O Risonho Cavalo do Príncipe                                                      | Bertrand                      | | [ 45 ]               |
| 1993 | Moacyr Scliar                | Moacyr Scliar                                 | Sonhos Tropicais                                                                  | Companhia das Letras          | | [ 45 ]               |
| 1993 | Silviano Santiago            | Silviano Santiago                             | Uma História de Família                                                           | Rocco (editora)               | | [ 45 ]               |
| 1994 | Isaías Pessotti              | Isaías Pessotti                               | Aqueles Cães Malditos de Arquelau                                                 | Editora 34                    | | [ 46 ]               |
| 1994 | João Gilberto Noll           | João Gilberto Noll                            | Harmada                                                                           | Companhia das Letras          | | [ 46 ]               |
| 1994 | Otto Lara Resende            | Otto Lara Resende                             | O Braço Direito                                                                   | Companhia das Letras          | | [ 46 ]               |
| 1995 | 1º                           | Jorge Amado                                   | A Descoberta da América pelos Turcos                                              | Record                        | | [ 47 ]               |
| 1995 | 2º                           | João Silvério Trevisan                        | Ana em Veneza                                                                     | Editora Best Seller           | | [ 47 ]               |
| 1995 | 3º                           | José Roberto Torero                           | Galantes Memórias e Admiráveis Aventuras do Virtuoso Conselheiro Gomes, o Chalaça | Companhia das Letras          | | [ 47 ]               |
| 1996 | 1º                           | Ivan Ângelo                                   | Amor?                                                                             | Companhia das Letras          | | [ 48 ]               |
| 1996 | 2º                           | Rodrigo Lacerda                               | O Mistério do Leão Rampante                                                       | Ateliê Editorial              | | [ 48 ]               |
| 1996 | 3º                           | Carlos Heitor Cony                            | Quase Memória                                                                     | Companhia das Letras          | | [ 48 ]               |
| 1997 | João Gilberto Noll           | João Gilberto Noll                            | A Céu Aberto                                                                      | Companhia das Letras          | | [ 49 ]               |
| 1997 | Fausto Wolff                 | Fausto Wolff                                  | À Mão Esquerda                                                                    | Civilização Brasileira        | | [ 49 ]               |
| 1997 | Flávio Moreira da Costa      | Flávio Moreira da Costa                       | O Equilibrista do Arame Farpado                                                   | Record                        | | [ 49 ]               |
| 1997 | Luiz Alfredo Garcia-Roza     | Luiz Alfredo Garcia-Roza                      | O Silêncio da Chuva                                                               | Companhia das Letras          | | [ 49 ]               |
| 1998 | 1º                           | Carlos Heitor Cony                            | A Casa do Poeta Trágico                                                           | Companhia das Letras          | | [ 50 ]               |
| 1998 | 2º                           | Márcio Souza                                  | Lealdade                                                                          | Marco Zero                    | | [ 50 ]               |
| 1998 | 3º                           | Sérgio Sant'Anna                              | Um Crime Delicado                                                                 | Companhia das Letras          | | [ 50 ]               |
| 1999 | 1º                           | Carlos Nascimento Silva                       | Cabra-Cega                                                                        | Relume Dumará                 | | [ 51 ]               |
| 1999 | 2º                           | Sônia Coutinho                                | Os Seios de Pandora                                                               | Rocco                         | | [ 51 ]               |
| 1999 | 3º                           | Modesto Carone                                | Resumo de Ana                                                                     | Companhia das Letras          | | [ 51 ]               |
| 2000 | Moacyr Scliar                | Moacyr Scliar                                 | A Mulher que escreveu a Bíblia                                                    | Companhia das Letras          | | [ 52 ]               |
| 2000 | Flávio Aguiar                | Flávio Aguiar                                 | Anita                                                                             | Boitempo Editorial            | | [ 52 ]               |
| 2000 | Carlos Heitor Cony           | Carlos Heitor Cony                            | Romance sem Palavras                                                              | Companhia das Letras          | | [ 52 ]               |
| 2001 | Milton Hatoum                | Milton Hatoum                                 | Dois Irmãos                                                                       | Companhia das Letras          | | [ 53 ]               |
| 2001 | Patrícia Melo                | Patrícia Melo                                 | Inferno                                                                           | Companhia das Letras          | | [ 53 ]               |
| 2001 | Domingos Pellegrini          | Domingos Pellegrini                           | O Caso da Chácara Chão                                                            | Record                        | | [ 53 ]               |
| 2002 | 1º                           | Rubens Figueiredo                             | Barco a Seco                                                                      | Companhia das Letras          | | [ 54 ] [ 55 ]        |
| 2002 | Dionisio Jacob               | Dionisio Jacob                                | A Utopia Burocrática de Máximo Modesto                                            | Companhia das Letras          | | [ 54 ] [ 55 ]        |
| 2002 | Luís Giffoni                 | Luís Giffoni                                  | Adágio para o Silêncio                                                            | Pulsar                        | | [ 54 ] [ 55 ]        |
| 2003 | 1º                           | Ana Miranda                                   | Dias e Dias                                                                       | Companhia das Letras          | | [ 56 ] [ 57 ]        |
| 2003 | Domingos Pellegrini          | Domingos Pellegrini                           | No Coração das Perobas                                                            | Record                        | | [ 56 ] [ 57 ]        |
| 2003 | Bernardo Carvalho            | Bernardo Carvalho                             | Nove Noites                                                                       | Companhia das Letras          | | [ 56 ] [ 57 ]        |
| 2004 | 1º                           | Bernardo Carvalho                             | Mongólia                                                                          | Companhia das Letras          | | [ 58 ] [ 59 ]        |
| 2004 | 2º                           | Luiz Antônio de Assis Brasil                  | A Margem Imóvel do Rio                                                            | L&PM Editores                 | | [ 58 ] [ 59 ]        |
| 2004 | 3º                           | Chico Buarque de Hollanda                     | Budapeste                                                                         | Companhia das Letras          | | [ 58 ] [ 59 ]        |
| 2005 | 1º                           | Nélida Piñon                                  | Vozes do Deserto                                                                  | Record                        | | [ 60 ]               |
| 2005 | 2º                           | João Gilberto Noll                            | Lorde                                                                             | Francis                       | | [ 60 ]               |
| 2005 | 3º                           | Cristóvão Tezza                               | O Fotógrafo                                                                       | Rocco                         | | [ 60 ]               |
| 2006 | 1º                           | Milton Hatoum                                 | Cinzas do Norte                                                                   | Companhia das Letras          | | [ 61 ]               |
| 2006 | 2º                           | Godofredo de Oliveira Neto                    | Menino Oculto                                                                     | Record                        | | [ 61 ]               |
| 2006 | 2º                           | Domingos Pellegrini                           | Meninos no Poder                                                                  | Record                        | | [ 61 ]               |
| 2006 | 3º                           | Edgard Telles Ribeiro                         | Olho de Rei                                                                       | Record                        | | [ 61 ]               |
| 2007 | 1º                           | Carlos Nascimento Silva                       | Desengano                                                                         | Agir                          | | [ 62 ]               |
| 2007 | 2º                           | Luiz Ruffato                                  | Vista Parcial da Noite                                                            | Record                        | | [ 62 ]               |
| 2007 | 3º                           | Antônio Torres                                | Pelo Fundo da Agulha                                                              | Record                        | | [ 62 ]               |
| 2008 | 1º                           | Cristovão Tezza                               | O Filho Eterno                                                                    | Record                        | | [ 63 ]               |
| 2008 | 2º                           | Bernardo Teixeira de Carvalho                 | O Sol se Põe em São Paulo                                                         | Companhia das Letras          | | [ 63 ]               |
| 2008 | 3º                           | Beatriz Bracher                               | Antonio                                                                           | Editora 34                    | | [ 63 ]               |
| 2009 | 1º                           | Moacyr Scliar                                 | Manual da Paixão Solitária                                                        | Companhia das Letras          | | [ 64 ]               |
| 2009 | 2º                           | Milton Hatoum                                 | Órfãos do Eldorado                                                                | Companhia das Letras          | | [ 64 ]               |
| 2009 | 3º                           | Daniel Galera                                 | Cordilheira                                                                       | Companhia das Letras          | | [ 64 ]               |
| 2010 | 1º                           | Edney Silvestre                               | Se Eu Fechar Os Olhos Agora                                                       | Record                        | | [ 65 ]               |
| 2010 | 2º                           | Chico Buarque                                 | Leite Derramado                                                                   | Companhia das Letras          | | [ 65 ]               |
| 2010 | 3º                           | Luis Fernando Veríssimo                       | Os Espiões                                                                        | Objetiva                      | | [ 65 ]               |
| 2011 | 1º                           | José Castello                                 | Ribamar                                                                           | Bertrand Brasil               | | [ 66 ]               |
| 2011 | 2º                           | Rubens Figueiredo                             | Passageiro do Fim do Dia                                                          | Companhia das Letras          | | [ 66 ]               |
| 2011 | 3º                           | José Roberto Torero e Marcus Aurelius Pimenta | O Evangelho de Barrabás                                                           | Editora Objetiva              | | [ 66 ]               |
| 2012 | 1º                           | Oscar Nakasato                                | Nihonjin                                                                          | FGV Direito                   | | [ 67 ]               |
| 2012 | 2º                           | Edival Lourenço                               | Naqueles morros, depois da chuva                                                  | Editora Hedra                 | | [ 67 ]               |
| 2012 | 3º                           | Chico Lopes                                   | O estranho no corredor                                                            | Editora 34                    | | [ 67 ]               |
| 2013 | 1º                           | Evandro Affonso Ferreira                      | O Mendigo que Sabia de Cor os Adágios de Erasmo de Rotterdam                      | Editora Record                | | [ 68 ]               |
| 2013 | 2º                           | Victor Heringer                               | Glória                                                                            | Editora 7Letras               | | [ 68 ]               |
| 2013 | 3º                           | Daniel Galera                                 | Barba ensopada de sangue                                                          | Companhia das Letras          | | [ 68 ]               |
| 2014 | 1º                           | Bernardo Carvalho                             | Reprodução                                                                        | Companhia das Letras          | | [ 69 ]               |
| 2014 | 2º                           | Michel Laub                                   | A Maçã Envenenada                                                                 | Companhia das Letras          | | [ 69 ]               |
| 2014 | 3º                           | Veronica Stigger                              | Opisanie Świata                                                                   | Cosac Naify                   | | [ 69 ]               |
| 2015 | 1º                           | Maria Valéria Rezende                         | Quarenta Dias                                                                     | Editora Objetiva              | | [ 70 ]               |
| 2015 | 2º                           | João Anzanello Carrascoza                     | Caderno de um Ausente                                                             | Cosac Naify                   | | [ 70 ]               |
| 2015 | 3º                           | Evandro Affonso Ferreira                      | Os Piores Dias de Minha Vida Foram Todos                                          | Editora Record                | | [ 70 ]               |
| 2016 | 1º                           | Julián Fuks                                   | A Resistência                                                                     | Companhia das Letras          | | [ 71 ]               |
| 2016 | 2º                           | Luis S. Krausz                                | Bazar Paraná                                                                      | Benvirá                       | | [ 71 ]               |
| 2016 | 3º                           | Sheyla Smanioto                               | Desesterro                                                                        | Record                        | | [ 71 ]               |
| 2017 | 1º                           | Silviano Santiago                             | Machado                                                                           | Companhia das Letras          | - Bernardo Carvalho (Simpatia pelo demônio / editora Companhia das Letras) - Elvira Vigna (Como se estivéssemos em palimpsesto de putas / editora Companhia das Letras) - Eugen Weiss (Tristorosa / editora @linkeditora) - J.P. Cuenca (Descobri que estava morto / editora Tusquets) - Javier Arancibia Contreras (Soy loco por ti America / editora Companhia das Letras) - José Luiz Passos (O Marechal de costas / editora Companhia das Letras) - Michel Laub (O tribunal da quinta-feira / editora Companhia das Letras) | [ 72 ]               |
| 2017 | 2º                           | Cristovão Tezza                               | A Tradutora                                                                       | Record                        | - Bernardo Carvalho (Simpatia pelo demônio / editora Companhia das Letras) - Elvira Vigna (Como se estivéssemos em palimpsesto de putas / editora Companhia das Letras) - Eugen Weiss (Tristorosa / editora @linkeditora) - J.P. Cuenca (Descobri que estava morto / editora Tusquets) - Javier Arancibia Contreras (Soy loco por ti America / editora Companhia das Letras) - José Luiz Passos (O Marechal de costas / editora Companhia das Letras) - Michel Laub (O tribunal da quinta-feira / editora Companhia das Letras) | [ 72 ]               |
| 2017 | 3º                           | Maria Valéria Rezende                         | Outros Cantos                                                                     | Companhia das Letras          | - Bernardo Carvalho (Simpatia pelo demônio / editora Companhia das Letras) - Elvira Vigna (Como se estivéssemos em palimpsesto de putas / editora Companhia das Letras) - Eugen Weiss (Tristorosa / editora @linkeditora) - J.P. Cuenca (Descobri que estava morto / editora Tusquets) - Javier Arancibia Contreras (Soy loco por ti America / editora Companhia das Letras) - José Luiz Passos (O Marechal de costas / editora Companhia das Letras) - Michel Laub (O tribunal da quinta-feira / editora Companhia das Letras) | [ 72 ]               |
| 2018 | Carol Bensimon               | Carol Bensimon                                | O clube dos jardineiros de fumaça                                                 | Companhia das Letras          | - Acre (Lucrecia Zappi / editora Todavia) - Adeus, cavalo (Nuno Ramos / editora Iluminuras) - Machamba (Gisele Mirabai / editora Nova Fronteira) - Nigredo: estudos de morte e dulia (Joaquim Brasil Fontes / editora Cultura e Barbárie) - Noite dentro da noite (Joca Reiners Terron / editora Companhia das Letras) - Oito do sete (Cristina Judar / editora Reformatório) - Pai, Pai (João Silvério Trevisan / editora Companhia das Letras) - Roupas sujas (Leonardo Brasiliense / editora Companhia das Letras) - Última Hora (José Almeida Júnior / editora Record)                                                                                              | [ 73 ] [ 74 ]        |
| 2019 | Tiago Ferro                  | Tiago Ferro                                   | O pai da menina morta                                                             | Todavia                       | - A biblioteca elementar (Alberto Mussa / editora Record) - A tirania do amor (Cristovão Tezza / editora Todavia) - Cloro (Alexandre Vidal Porto / editora Companhia das Letras) - Enterre seus mortos (Ana Paula Maia / editora Companhia das Letras) - Entre as mãos (Juliana Leite / editora Record) - Eufrates (André de Leones / editora José Olympio) - Manual da demissão (Julia Wähmann / editora Record) - Mauricéa (Adrienne Myrtes / Editora Selo Demônio Negro) - Nunca houve um castelo (Martha Batalha / editora Companhia das Letras) | [ 75 ] [ 76 ]        |
| 2020 | Itamar Vieira Junior         | Itamar Vieira Junior                          | Torto arado                                                                       | Todavia                       | *Carta à rainha louca (Maria Valéria Rezende/Editora(s): Alfaguara) - Essa gente ( Autor(a): Chico Buarque / Editora Companhia das Letras) - Marrom e Amarelo (Paulo Scott /Editora Alfaguara) - O melindre nos dentes da besta (Carol Rodrigues / Editora 7Letras) - O quarto branco (Gabriela Aguerre/ Todavia) - O último dia da inocência (Edney Silvestre / Record) - O verão tardio (Luiz Ruffato / Companhia das Letras) - Se deus me chamar não vou (Mariana Salomão Carrara / Nós) - Todos os santos (Adriana Lisboa /Alfaguara) | [ 77 ]               |
| 2021 | Jeferson Tenório             | Jeferson Tenório                              | O avesso da pele                                                                  | Companhia das Letras          | Semi-finalistas - As sobras de ontem (Marcelo Vicintin/Editora Companhia das Letras) - Maboque (Tina Vieira/Editora: Quelônio) - Maria altamira (Maria José Silveira/ Editora Instante) - O que ela sussurra (Noemi Jaffe/Editora Companhia das Letras) - Suíte Tóquio (Giovana Madalosso/ Editora Todavia) Finalistas - Fé no Inferno (Santiago Nazarian/ Editora(s): Companhia das Letras) - Nem sinal de asas (Marcela Dantés / Editora Patuá) - Os supridores (José Falero /Editora Todavia) - Solução de dois Estados (Michel Laub)/ Editora Companhia das Letras                                                                                                  | [ 78 ] [ 79 ]        |
| 2022 | Micheliny Verunschk          | Micheliny Verunschk                           | O som do rugido da onça                                                           | Companhia das Letras          | Semi-Finalistas - A palavra que resta (Stênio Gardel / editora Companhia das Letras) - É sempre a hora da nossa morte amém (Mariana Salomão Carrara / editora Nós) - Uma tristeza infinita (Antônio Xerxenesky / editoria Companhia das Letras) - Vozes de batalha (Marina Colasanti / editora Planeta) - Vozes de retratos íntimos / Taiasmin Ohnmacht / editora Taverna) Finalistas: - A extinção das abelhas (Natalia Borges Polesso / editora Companhia das Letras) - A pediatra (Andréa Del Fuego / editora Companhia das Letras) - Pequena coreografia do adeus (Aline Bei / editora Companhia das Letras) - Vista chinesa (Tatiana Salem Levy / editora Todavia) | [ 80 ] [ 81 ] [ 82 ] |
| 2023 |                              | Ruy Castro                                    | Os perigos do Imperador                                                           | Companhia das Letras          | Semi-Finalistas - Agora agora (Carlos Eduardo Pereira/editora Todavia) - Homem de papel (João Almino/editora Record) - O que pesa no Norte (Tiago Germano/Editora Moinhos) - Saturno translada (Lucas Lazzaretti/Editora 7Letras) - Um crime bárbaro (Ieda Magri/editora Autêntica Contemporânea) Finalistas - A vida futura (Sérgio Rodrigues/editora Companhia das Letras) - Beatriz e o poeta (Cristóvão Tezza/editora Todavia) - Menos que um (Patrícia Melo/editora Casa dos Mundos) - Via Ápia(Geovani Martins/editora Companhia das Letras) | [ 83 ] [ 84 ] [ 85 ] |
| 2024 | Itamar Vieira Junior         | Itamar Vieira Junior                          | Salvar o fogo                                                                     | Todavia                       | Semi-Finalistas - Chuva de papel (Martha Batalha/Companhia das Letras) - Como se fosse um monstro (Fabiane Guimarães/ Alfaguara) - Contra alheias terras (Carlos Mendes Valença/Mondrongo) - Oração para desaparecer (Socorro Acioli/Companhia das Letras) Finalistas - Jogo de armar (Edgard Telles Ribeiro/Todavia) - Mata doce (Luciany Aparecida/Alfaguara) - Meu irmão, eu mesmo (João Silvério Trevisan /Alfaguara) - Nunca vou te perdoar por ter me obrigado a te esquecer (Jacques Fux \|Faria e Silva) | [ 86 ] [ 87 ] [ 88 ] |